# Hierba Santa
Hierba Santa är en ort i Mexiko.   Den ligger i kommunen Jiquipilas och delstaten Chiapas, i den sydöstra delen av landet, 700 km sydost om huvudstaden Mexico City. Hierba Santa ligger 846 meter över havet och antalet invånare är 438.
Terrängen runt Hierba Santa är kuperad. Runt Hierba Santa är det ganska glesbefolkat, med 38 invånare per kvadratkilometer. Närmaste större samhälle är Cintalapa de Figueroa, 16,3 km väster om Hierba Santa. Omgivningarna runt Hierba Santa är en mosaik av jordbruksmark och naturlig växtlighet.